# ميكي فوروكاوا
ميكي فوروكاوا (باليابانية: フルカワミキ) هي مغنية مؤلفة ومغنية يابانية، ولدت في 19 فبراير 1979 في آوموري في اليابان.

## وصلات خارجية
- الموقع الرسمي
- ميكي فوروكاوا على موقع ميوزك برينز (الإنجليزية)
- ميكي فوروكاوا على موقع أول ميوزيك (الإنجليزية)
- ميكي فوروكاوا على موقع ديسكوغز (الإنجليزية)